# Budynek Towarzystwa Gimnastycznego „Sokół” w Mielcu
Budynek Towarzystwa Gimnastycznego „Sokół” w Mielcu – murowany, dwukondygnacyjny budynek znajduje się Mielcu przy ul. Sękowskiego 1. Do rejestru zabytków został wpisany 23.09.2011 pod numerem A-662. Obecnie jest własnością Polskiego Towarzystwa Gimnastycznego „Sokół 1893”.
Budynek został zbudowany dzięki składkom Towarzystwa Gimnastycznego „Sokół” i mielczan. Przed II wojną światową mieściło się w nim kino „Sokół” i dom kultury, obok utworzono ogródek jordanowski. Podczas okupacji niemieckiej oprócz kina, któremu Niemcy zmienili nazwę na „Skala” istniała tu stołówka i restauracja. Jesienią 1945 r. działające od marca kino „Sokół” zostało upaństwowione i zmieniono mu nazwę na „Odra”. Na początku lat pięćdziesiątych kino otrzymało nazwę „Bajka”. W budynku mieściła się także biblioteka i dom kultury. Po likwidacji kina w 1998 r. swoją siedzibę miała tu do 2012 r. Wyższa Szkoła Gospodarki i Zarządzania w Mielcu. W latach 2013–2017 w budynku siedzibę miało Niepubliczne Gimnazjum w Mielcu.